# Menotti Garibaldi

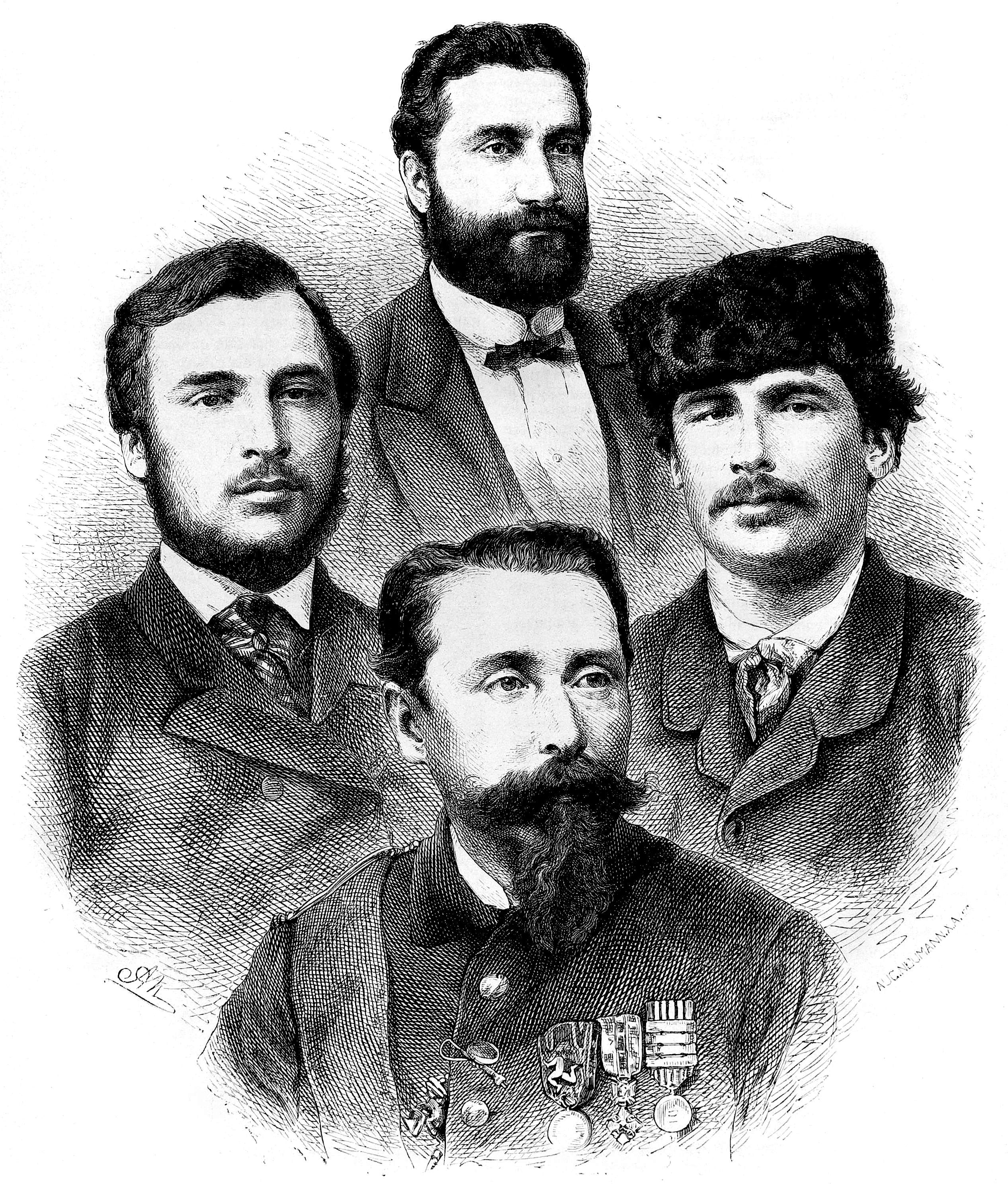
Ricciotti Garibaldi (a sinistra), Giovanni Nicotera (in alto), Menotti Garibaldi (a destra) e Giovanni Acerbi (in basso)

Domenico Menotti Garibaldi (Mostardas, 16 settembre 1840 – Roma, 22 agosto 1903) è stato un politico e militare italiano.

## Biografia
Nacque nel borgo di São Luís, oggi quartiere della città brasiliana di Mostardas, stato del Rio Grande do Sul, primogenito di Giuseppe e Anita Garibaldi. Venne battezzato con il nome di Domenico, in onore del padre di Garibaldi, ma il generale volle chiamarlo anche Menotti, in onore del patriota Ciro Menotti.

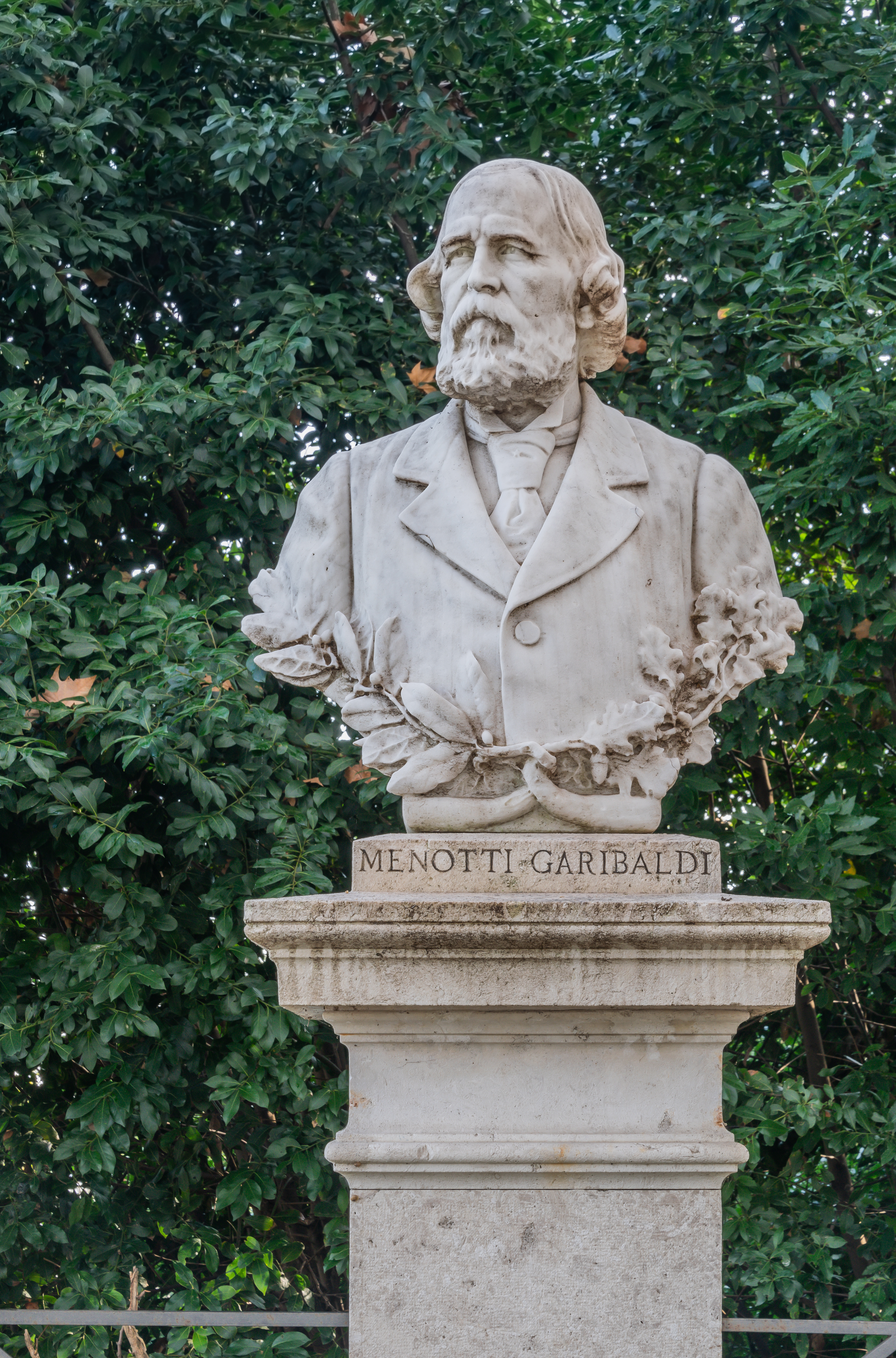
Busto di Menotti Garibaldi al Gianicolo, Roma

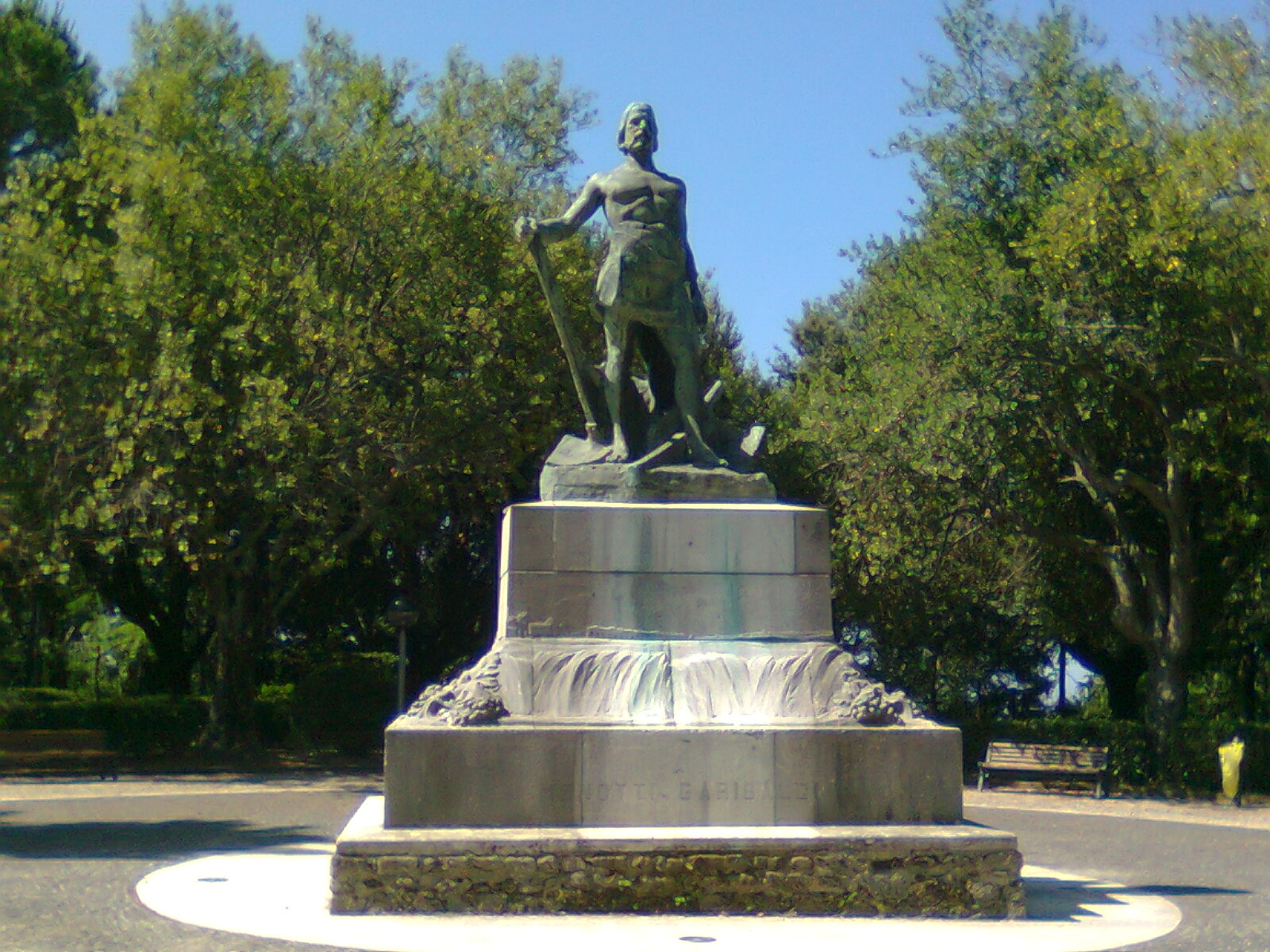
Statua di Menotti Garibaldi in bronzo dello scultore Ernesto Biondi in un giardino pubblico di Ariccia (RM)

Prese parte nel 1859, quando aveva appena 19 anni, alla campagna dei Cacciatori delle Alpi nella seconda guerra d'indipendenza italiana come guida a cavallo. Partecipò alla spedizione dei Mille, nella quale si distinse nella battaglia di Calatafimi con l’episodio della difesa del tricolore e sul Volturno, col grado di maggiore. Nel 1866, durante la terza guerra di indipendenza, comandò, con il grado di colonnello, il 9º reggimento di volontari garibaldini e fu l'artefice della vittoria nella battaglia di Bezzecca, meritandosi la medaglia d'oro al Valor Militare. Nel 1870, durante la guerra franco-prussiana, comandò un reggimento di truppe franco-italiane, combattendo a Digione e sui Vosgi e meritandosi la Legion d'Onore conferitagli dal governo francese.
Massone, fu membro della loggia romana "Propaganda massonica" del Grande Oriente d'Italia.
Divenne deputato alla Camera nei collegi di Velletri e di Roma per otto legislature, dal 1876 fino al 1900.
Si sposò con Italia Bidischini dall'Oglio con cui ebbe sei figli:
- Anita (1875-1961)
- Rosita (1877-1964), sposata con il conte Vittorio Ravizza d'Orvieto
- Gemma (1878-1951)
- Giuseppina (1883-1910)
- Giuseppe "Peppinello" (1884-1886)
- Giuseppe (1887-1969)

Morì a Roma, per aver contratto la malaria, all'età di 62 anni, ma le sue spoglie furono trasportate nella tomba di famiglia, nota anche come Tomba di Menotti Garibaldi. Era infatti stata fatta costruire da lui stesso nell'odierna frazione Carano Garibaldi, all'epoca nel comune di Velletri e dal 1936 in quello di Aprilia. Gli furono tributati solenni funerali di Stato ai quali partecipò, in qualità di ammiratore del padre Giuseppe, anche Gabriele D'Annunzio e ai quali si associò ufficialmente il governo francese.
A Velletri è ancora ricordato per aver dato importanza alla cittadina, facendovi spostare o riuscendo a mantenervi sedi di organi statali e per aver fondato la "Cantina sperimentale del vino di Velletri". Prese in enfiteusi perpetua una vasta tenuta dell'Agro Romano (oggi Aprilia), idea che anni prima era stata proposta dal padre, ma che allora non aveva trovato seguito, divenendo un apprezzato imprenditore agricolo.

## I funerali[5]
I funerali furono di Stato, la folla occupava tutta piazza Vittorio Emanuele II dove abitava Menotti; innumerevoli le autorità presenti e i rappresentanti delle varie associazioni provenienti da tutta Italia.
Alle diciassette in punto, il colonnello Vittorio Elia varcò il portone del numero 110 di piazza Vittorio, portando con sé il berretto, la sciabola e la camicia rossa di Menotti, seguito da otto garibaldini che trasportavano la bara, la quale fu collocata su un affusto di cannone trainato da sette cavalli, montati da soldati di artiglieria. Sulla bara furono sistemate le corone del re Vittorio Emanuele e della Repubblica Francese.
Il corteo funebre fece un lungo percorso nel quartiere umbertino per arrivare a porta San Giovanni, dove si tenne l’orazione funebre. A nome del governo parlò il ministro degli esteri, ammiraglio Enrico Morin.
La salma non fu portata in chiesa. Alle venti e trenta di martedì 25 agosto, il corteo funebre in forma privata partì da porta San Giovanni e dopo quattro ore arrivò ad Albano.
La mattina seguente, dopo che i Sindaci e le popolazioni dei Castelli Romani ebbero reso omaggio al Generale, il corteo mosse per Cecchina. Ad attenderlo nei pressi della stazione c’era Gabriele D'Annunzio, a cavallo, partito la sera precedente da Anzio, con un ramo di quercia in mano. Avvicinatosi depose il ramo sulla bara, poi al galoppo si diresse verso Carano.
La salma arrivò a Carano alle tredici; ad attenderlo c’erano un gruppo di butteri in rappresentanza dei proprietari dei fondi limitrofi e le rappresentanze comunali dei dintorni. La bara, trasportata da otto persone tra cui Gabriele D’Annunzio, percorse il viale e fu depositata nel mezzo del mausoleo, dove già riposava il figlio Beppino.
Fu lo stesso Gabriele D’Annunzio a pronunciare l’orazione funebre con un bel discorso, il cui testo è affisso all’interno della tomba.
La tumulazione avvenne nel pomeriggio di mercoledì 26 agosto 1903. Da allora riposa nella sua Carano, da lui bonificata, e per la quale trovò la morte.
Parole di Gabriele D'Annunzio in morte di Menotti Garibaldi:
Ora, più che un discorso verboso, deve essere cara ai suoi mani una fronda di quercia robusta. E noi l'abbiamo portata con animo religioso venendo per la grande campagna che egli volle fecondare col sudore dell'opera per renderle ancora la parente alma delle biade, dopo che tanto sangue garibaldino, l'aveva fecondata per la messe ideale.
Qui gli piacque essere sepolto sul campo di battaglia da bravo guerriero; qui rimanga il primogenito di Giuseppe Garibaldi. Egli non è lontano da suo padre; poi che se le ossa venerande sono custodite dal granito insulare, l'eterno spirito è sempre vivo sul vento che soffia dal Tirreno su questo Lazio divino e terribilmente di febbre e di fati.
Un giorno, quando la patria sentirà più vibrante la dignità e la bellezza della memoria, un giorno da Roma a Carano sarà aperta una delle vie sacre su cui il popolo rinnovellato celebrerà i trionfi delle virtù esemplari.
Innanzi alla tomba del primogenito di Garibaldi, ogni cuore italiano - nella presente miseria nostra - fa voti che quel giorno non sia troppo lontano.»